# Фетални нестресни тест
Фетални нестресни тест (ФНТ) је једноставан, неинвазиван тест (без ризика или нежељених ефекте по мајку или бебу) који се изводи у трудноћи која је стара преко 28 недеља гестације (јер пре 28 недеља, фетус није довољно развијен да одговори на протокол теста).
ФНТ је скрининг трудноће који лекар користи да мери пулс фетуса и реакцију и број откуцаја срца на његово кретање,  како би се уверио да је фетус здрав и да добија довољно кисеоника. 
Тест може показати да беба не добија довољно кисеоника због проблема са плацентом или пупчаном врпцом; а може указивати и на друге врсте феталног дистреса. Резултате овог теста  лекар који прати трудноће користи  да одлучи да ли треба да наручи додатно тестирање или је неопходно изазивање порођаја.

## Назив
Тест је назван „нестресни тест” јер је безбедан и безболан, и не ствара стрес код труднице и фетуса. 

## Разлике између нестресног и стресног теста
Нестресни тест мери откуцаје срца фетуса да би се видело да ли се они мењају када се фетус креће или током контракција материце (када се мишићи у материци стежу). ФНТ не изазива додатни стрес на мајку или фетус, која носи носи мониторе око трбуха и све време лежи.  на тест.
Стрес тест мери откуцаје срца, крвни притисак и ниво кисеоника под стресом. Обично укључује ходање на траци за трчање или окретање педала на стационарном бициклу са мониторима причвршћеним на грудима мајке. Тест помаже лекару да утврди колико добро срце испитаника реагује када напорно ради или под стресом.

## Метода
ФНТ се обично изводи након 28 недеља трудноће, јер тада откуцаји срца фетуса почињу да реагује на покрете.
Тест укључује причвршћивање једног појаса на мајчин стомак са сензором за мерење откуцаја срца фетуса и другог појаса за мерење контракција. Покрет, откуцаји срца и „реактивност“ откуцаја срца на покрет се мере на 20 до 30 минута. Ако се беба не помера, то не мора да значи да постоји проблем (јер беба можда спава). У таквим случајевима медицинска сестра може користити малу „зујалицу“ да пробуди бебу до краја теста.

### Тумачење резултата
Примарни циљ теста је мерење откуцаја срца фетуса као одговор на сопствене покрете. Здраве бебе ће реаговати убрзаним откуцајем срца током кретања, а срчани ритам ће се смањити у мировању. Концепт који стоји иза теста без стреса је да је потребан адекватна концентрација кисеоника да би активност фетуса и откуцаји срца били у нормалним границама.
Када је ниво кисеоника низак, фетус можда неће нормално реаговати. Низак ниво кисеоника често може бити узрокован проблемима са плацентом или пупчаном врпцом.
Реактивни резултат без стреса указује на то да је проток крви (и кисеоника) до фетуса адекватан. 
Нереактивни резултат без стреса захтева додатно тестирање како би се утврдило да ли је резултат заиста последица слабе оксигенације или постоје други разлози за нереактивност фетуса (нпр. обрасци спавања, одређени лекови који се издају на рецепт за мајку или лекови без рецепта)

## Индикације
ФНТ се може извршити у следећи  случајевима:
- ако је истекао рок порођаја (јер кашњење рока може изазвати компликације, чак и ако је трудноћа ниског ризика и трудница здрава).
- ако је трудноћа високо ризична (која може укључивати хронична медицинска стања попут дијабетеса или високог крвног притиска).
- ако мајка не осећа да се фетус помера или осећа смањење количине кретања фетуса.
- ако је фетус мали за своју гестацијску доб (сумња да фетус не расте правилно),
- ако је трудноћа вишеструка (јер близанци, тројке или више фетуса, носи склоност ка  компликацијама).
- ако је мајка Рх негативна а фетус Рх позитиван, њихова тела производе антитела против њихове крви. Ово може изазвати озбиљне компликације.